# Quartier Militaire
Quartier Militaire   este un oraș  în  Mauritius. Este reședința  districtului  Moka.